# Bobby Hurley
Robert Matthew Hurley (ur. 28 czerwca 1971 w Jersey City) – amerykański koszykarz polskiego pochodzenia, występujący na pozycji rozgrywającego, od zakończenia kariery zawodniczej trener koszykarski, obecnie trener drużyny akademickiej uczelni Arizona State.
W 1989 wystąpił w meczu gwiazd amerykańskich szkół średnich - McDonald’s All-American.
Jest liderem wszech czasów NCAA w liczbie asyst (1076).
Jego ojciec Bob Hurley Senior jest członkiem Koszykarskiej Galerii Sław im. Jamesa Naismitha jako trener. Młodszy brat Dan jest trenerem drużyny akademickiej Rhode Island Rams.

## Osiągnięcia
Na podstawie, o ile nie zaznaczono inaczej.

### NCAA
- Mistrz:
  - NCAA (1991, 1992)[7]
  - turnieju konferencji Atlantic Coast (ACC – 1992)
  - sezonu regularnego ACC (1991, 1992)
- Wicemistrz NCAA (1990)
- Uczestnik turnieju NCAA (1990–1993)
- Most Outstanding Player (MOP=MVP) turnieju NCAA (1992)[8]
- MVP turnieju Maui Invitational (1993)
- Wybrany do:
  - I składu:
    - All-American (1993)[9]
    - ACC (1993)
    - turnieju ACC (1992)
    - NCAA Final Four (1991, 1992)[10]

  - II składu ACC (1991)
  - III składu:
    - All-American (1992 przez Associated Press, United Press Internationall)
    - ACC (1991)
- Lider ACC (1993)[11]
- Drużyna uczelni Duke zastrzegła należący do niego numer 11

### Inne
- Zaliczony do:
  - składu 50. najlepszych zawodników w historii rozgrywek konferencji ACC NCAA (50th Anniversary men's basketball team – 2002)
  - National Polish American Sports Hall of Fame (2006)

### Reprezentacja
- Mistrz uniwersjady (1991)
- Wicemistrz Igrzysk Dobrej Woli (1990)[12]

### Trenerskie
- Mistrz:
  - dywizji wschodniej konferencji Mid-American (MAC – 2014, 2015)
  - turnieju MAC (2015)